# 24 Ore di Le Mans 2013
La 24 Ore di Le Mans 2013 è stata la 81ª maratona automobilistica svoltasi sul Circuit de la Sarthe di Le Mans, in Francia, e ha avuto luogo il 22 e il 23 giugno 2013. È stata il terzo appuntamento del Campionato del Mondo Endurance FIA 2013. Durante la gara, a seguito di un incidente avvenuto al secondo giro, ha perso la vita il pilota danese Allan Simonsen.

## Gara

### Gara
I vincitori per ogni categoria sono riportati in grassetto. Le vetture che non hanno completato il 70% (244 giri) dei giri compiuti dal team vincitore, risultano Non Classificati (NC).
| Pos | Classe    | N  | Squadra                  | Piloti                                                                       | Chassis                                 | Gomme | Giri |
| Pos | Classe    | N  | Squadra                  | Piloti                                                                       | Engine                                  | Gomme | Giri |
| --- | --------- | -- | ------------------------ | ---------------------------------------------------------------------------- | --------------------------------------- | ----- | ---- |
| 1   | LMP1      | 2  | Audi Sport Team Joest    | Allan McNish Tom Kristensen Loïc Duval                                       | Audi R18 e-tron quattro                 | M     | 348  |
| 1   | LMP1      | 2  | Audi Sport Team Joest    | Allan McNish Tom Kristensen Loïc Duval                                       | Audi TDI 3.7 L Turbo V6 (Hybrid Diesel) | M     | 348  |
| 2   | LMP1      | 8  | Toyota Racing            | Anthony Davidson Stéphane Sarrazin Sébastien Buemi                           | Toyota TS030 Hybrid                     | M     | 347  |
| 2   | LMP1      | 8  | Toyota Racing            | Anthony Davidson Stéphane Sarrazin Sébastien Buemi                           | Toyota 3.4 L V8 (Hybrid)                | M     | 347  |
| 3   | LMP1      | 3  | Audi Sport Team Joest    | Marc Gené Oliver Jarvis Lucas Di Grassi                                      | Audi R18 e-tron quattro                 | M     | 347  |
| 3   | LMP1      | 3  | Audi Sport Team Joest    | Marc Gené Oliver Jarvis Lucas Di Grassi                                      | Audi TDI 3.7 L Turbo V6 (Hybrid Diesel) | M     | 347  |
| 4   | LMP1      | 7  | Toyota Racing            | Alexander Wurz Nicolas Lapierre Kazuki Nakajima                              | Toyota TS030 Hybrid                     | M     | 341  |
| 4   | LMP1      | 7  | Toyota Racing            | Alexander Wurz Nicolas Lapierre Kazuki Nakajima                              | Toyota 3.4 L V8 (Hybrid)                | M     | 341  |
| 5   | LMP1      | 1  | Audi Sport Team Joest    | André Lotterer Marcel Fässler Benoît Tréluyer                                | Audi R18 e-tron quattro                 | M     | 338  |
| 5   | LMP1      | 1  | Audi Sport Team Joest    | André Lotterer Marcel Fässler Benoît Tréluyer                                | Audi TDI 3.7 L Turbo V6 (Hybrid Diesel) | M     | 338  |
| 6   | LMP1      | 21 | Strakka Racing           | Nick Leventis Jonny Kane Danny Watts                                         | HPD ARX-03c                             | M     | 332  |
| 6   | LMP1      | 21 | Strakka Racing           | Nick Leventis Jonny Kane Danny Watts                                         | Honda LM-V8 3.4 L V8                    | M     | 332  |
| 7   | LMP2      | 35 | OAK Racing               | Bertrand Baguette Martin Plowman Ricardo González                            | Morgan LMP2                             | D     | 329  |
| 7   | LMP2      | 35 | OAK Racing               | Bertrand Baguette Martin Plowman Ricardo González                            | Nissan VK45DE 4.5 L V8                  | D     | 329  |
| 8   | LMP2      | 24 | OAK Racing               | Olivier Pla Alex Brundle David Heinemeier Hansson                            | Morgan LMP2                             | D     | 328  |
| 8   | LMP2      | 24 | OAK Racing               | Olivier Pla Alex Brundle David Heinemeier Hansson                            | Nissan VK45DE 4.5 L V8                  | D     | 328  |
| 9   | LMP2      | 26 | G-Drive Racing           | Roman Rusinov John Martin Mike Conway                                        | Oreca 03                                | M     | 327  |
| 9   | LMP2      | 26 | G-Drive Racing           | Roman Rusinov John Martin Mike Conway                                        | Nissan VK45DE 4.5 L V8                  | M     | 327  |
| 10  | LMP2      | 42 | Greaves Motorsport       | Michael Krumm Jann Mardenborough Lucas Ordóñez                               | Zytek Z11SN                             | D     | 327  |
| 10  | LMP2      | 42 | Greaves Motorsport       | Michael Krumm Jann Mardenborough Lucas Ordóñez                               | Nissan VK45DE 4.5 L V8                  | D     | 327  |
| 11  | LMP2      | 49 | Pecom Racing             | Luís Pérez Companc Pierre Kaffer Nicolas Minassian                           | Oreca 03                                | D     | 325  |
| 11  | LMP2      | 49 | Pecom Racing             | Luís Pérez Companc Pierre Kaffer Nicolas Minassian                           | Nissan VK45DE 4.5 L V8                  | D     | 325  |
| 12  | LMP2      | 43 | Morand Racing            | Natacha Gachnang Franck Mailleux Olivier Lombard                             | Morgan LMP2                             | D     | 320  |
| 12  | LMP2      | 43 | Morand Racing            | Natacha Gachnang Franck Mailleux Olivier Lombard                             | Judd HK 3.6 L V8                        | D     | 320  |
| 13  | LMP2      | 48 | Murphy Prototypes        | Brendon Hartley Karun Chandhok Mark Patterson                                | Oreca 03                                | D     | 319  |
| 13  | LMP2      | 48 | Murphy Prototypes        | Brendon Hartley Karun Chandhok Mark Patterson                                | Nissan VK45DE 4.5 L V8                  | D     | 319  |
| 14  | LMP2      | 38 | Jota Sport               | Simon Dolan Oliver Turvey Lucas Luhr                                         | Zytek Z11SN                             | D     | 319  |
| 14  | LMP2      | 38 | Jota Sport               | Simon Dolan Oliver Turvey Lucas Luhr                                         | Nissan VK45DE 4.5 L V8                  | D     | 319  |
| 15  | LMP2      | 36 | Signatech Alpine         | Pierre Ragues Nelson Panciatici Tristan Gommendy                             | Alpine A450                             | M     | 317  |
| 15  | LMP2      | 36 | Signatech Alpine         | Pierre Ragues Nelson Panciatici Tristan Gommendy                             | Nissan VK45DE 4.5 L V8                  | M     | 317  |
| 16  | LMGTE Pro | 92 | Porsche AG Team Manthey  | Marc Lieb Richard Lietz Romain Dumas                                         | Porsche 991 GT3-RSR                     | M     | 315  |
| 16  | LMGTE Pro | 92 | Porsche AG Team Manthey  | Marc Lieb Richard Lietz Romain Dumas                                         | Porsche 4.0 L Flat-6                    | M     | 315  |
| 17  | LMGTE Pro | 91 | Porsche AG Team Manthey  | Jörg Bergmeister Timo Bernhard Patrick Pilet                                 | Porsche 991 GT3-RSR                     | M     | 315  |
| 17  | LMGTE Pro | 91 | Porsche AG Team Manthey  | Jörg Bergmeister Timo Bernhard Patrick Pilet                                 | Porsche 4.0 L Flat-6                    | M     | 315  |
| 18  | LMGTE Pro | 97 | Aston Martin Racing      | Darren Turner Peter Dumbreck Stefan Mücke                                    | Aston Martin Vantage GTE                | M     | 314  |
| 18  | LMGTE Pro | 97 | Aston Martin Racing      | Darren Turner Peter Dumbreck Stefan Mücke                                    | Aston Martin 4.5 L V8                   | M     | 314  |
| 19  | LMP2      | 34 | Race Performance         | Michel Frey Patric Niederhauser Jeroen Bleekemolen                           | Oreca 03                                | D     | 314  |
| 19  | LMP2      | 34 | Race Performance         | Michel Frey Patric Niederhauser Jeroen Bleekemolen                           | Judd HK 3.6 L V8                        | D     | 314  |
| 20  | LMGTE Pro | 73 | Corvette Racing          | Antonio García Jan Magnussen Jordan Taylor                                   | Chevrolet Corvette C6.R                 | M     | 312  |
| 20  | LMGTE Pro | 73 | Corvette Racing          | Antonio García Jan Magnussen Jordan Taylor                                   | Chevrolet 5.5 L V8                      | M     | 312  |
| 21  | LMGTE Pro | 71 | AF Corse                 | Olivier Beretta Kamui Kobayashi Toni Vilander                                | Ferrari 458 Italia GT2                  | M     | 312  |
| 21  | LMGTE Pro | 71 | AF Corse                 | Olivier Beretta Kamui Kobayashi Toni Vilander                                | Ferrari 4.5 L V8                        | M     | 312  |
| 22  | LMGTE Pro | 51 | AF Corse                 | Gianmaria Bruni Giancarlo Fisichella Matteo Malucelli                        | Ferrari 458 Italia GT2                  | M     | 311  |
| 22  | LMGTE Pro | 51 | AF Corse                 | Gianmaria Bruni Giancarlo Fisichella Matteo Malucelli                        | Ferrari 4.5 L V8                        | M     | 311  |
| 23  | LMGTE Pro | 74 | Corvette Racing          | Oliver Gavin Richard Westbrook Tommy Milner                                  | Chevrolet Corvette C6.R                 | M     | 309  |
| 23  | LMGTE Pro | 74 | Corvette Racing          | Oliver Gavin Richard Westbrook Tommy Milner                                  | Chevrolet 5.5 L V8                      | M     | 309  |
| 24  | LMP2      | 41 | Greaves Motorsport       | Alexander Rossi Eric Lux Tom Kimber-Smith                                    | Zytek Z11SN                             | D     | 307  |
| 24  | LMP2      | 41 | Greaves Motorsport       | Alexander Rossi Eric Lux Tom Kimber-Smith                                    | Nissan VK45DE 4.5 L V8                  | D     | 307  |
| 25  | LMGTE Pro | 53 | SRT Motorsports          | Marc Goossens Dominik Farnbacher Ryan Dalziel                                | SRT Viper GTS-R                         | M     | 306  |
| 25  | LMGTE Pro | 53 | SRT Motorsports          | Marc Goossens Dominik Farnbacher Ryan Dalziel                                | SRT 8.0 L V10                           | M     | 306  |
| 26  | LMGTE Am  | 76 | IMSA Performance Matmut  | Raymond Narac Christophe Bourret Jean-Karl Vernay                            | Porsche 997 GT3-RSR                     | M     | 306  |
| 26  | LMGTE Am  | 76 | IMSA Performance Matmut  | Raymond Narac Christophe Bourret Jean-Karl Vernay                            | Porsche 4.0 L Flat-6                    | M     | 306  |
| 27  | LMGTE Am  | 55 | AF Corse                 | Piergiuseppe Perazzini Lorenzo Casè Darryl O'Young                           | Ferrari 458 Italia GT2                  | M     | 305  |
| 27  | LMGTE Am  | 55 | AF Corse                 | Piergiuseppe Perazzini Lorenzo Casè Darryl O'Young                           | Ferrari 4.5 L V8                        | M     | 305  |
| 28  | LMGTE Am  | 61 | AF Corse                 | Jack Gerber Matt Griffin Marco Cioci                                         | Ferrari 458 Italia GT2                  | M     | 305  |
| 28  | LMGTE Am  | 61 | AF Corse                 | Jack Gerber Matt Griffin Marco Cioci                                         | Ferrari 4.5 L V8                        | M     | 305  |
| 29  | LMGTE Am  | 77 | Dempsey Del Piero-Proton | Patrick Dempsey Patrick Long Joe Foster                                      | Porsche 997 GT3-RSR                     | M     | 305  |
| 29  | LMGTE Am  | 77 | Dempsey Del Piero-Proton | Patrick Dempsey Patrick Long Joe Foster                                      | Porsche 4.0 L Flat-6                    | M     | 305  |
| 30  | LMGTE Am  | 50 | Larbre Compétition       | Julien Canal Patrick Bornhauser Ricky Taylor                                 | Chevrolet Corvette C6.R                 | M     | 302  |
| 30  | LMGTE Am  | 50 | Larbre Compétition       | Julien Canal Patrick Bornhauser Ricky Taylor                                 | Chevrolet 5.5 L V8                      | M     | 302  |
| 31  | LMGTE Am  | 96 | Aston Martin Racing      | Roald Goethe Jamie Campbell-Walter Stuart Hall                               | Aston Martin Vantage GTE                | M     | 301  |
| 31  | LMGTE Am  | 96 | Aston Martin Racing      | Roald Goethe Jamie Campbell-Walter Stuart Hall                               | Aston Martin 4.5 L V8                   | M     | 301  |
| 32  | LMGTE Pro | 93 | SRT Motorsports          | Tommy Kendall Jonathan Bomarito Kuno Wittmer                                 | SRT Viper GTS-R                         | M     | 301  |
| 32  | LMGTE Pro | 93 | SRT Motorsports          | Tommy Kendall Jonathan Bomarito Kuno Wittmer                                 | SRT 8.0 L V10                           | M     | 301  |
| 33  | LMP2      | 40 | Boutsen Ginion Racing    | Thomas Dagoneou Matt Downs Rodin Younessi                                    | Oreca 03                                | D     | 300  |
| 33  | LMP2      | 40 | Boutsen Ginion Racing    | Thomas Dagoneou Matt Downs Rodin Younessi                                    | Nissan VK45DE 4.5 L V8                  | D     | 300  |
| 34  | LMGTE Am  | 67 | IMSA Performance Matmut  | Pascal Gibon Patrice Milesi Wolf Henzler                                     | Porsche 997 GT3-RSR                     | M     | 300  |
| 34  | LMGTE Am  | 67 | IMSA Performance Matmut  | Pascal Gibon Patrice Milesi Wolf Henzler                                     | Porsche 4.0 L Flat-6                    | M     | 300  |
| 35  | LMGTE Pro | 66 | JMW Motorsport           | Andrea Bertolini Abd al-Aziz bin Turki bin Faysal Al Sa'ud Khaled al Qubaisi | Ferrari 458 Italia GT2                  | D     | 300  |
| 35  | LMGTE Pro | 66 | JMW Motorsport           | Andrea Bertolini Abd al-Aziz bin Turki bin Faysal Al Sa'ud Khaled al Qubaisi | Ferrari 4.5 L V8                        | D     | 300  |
| 36  | LMGTE Am  | 88 | Proton Competition       | Christian Ried Gianluca Roda Paolo Ruberti                                   | Porsche 997 GT3-RSR                     | M     | 300  |
| 36  | LMGTE Am  | 88 | Proton Competition       | Christian Ried Gianluca Roda Paolo Ruberti                                   | Porsche 4.0 L Flat-6                    | M     | 300  |
| 37  | LMGTE Am  | 75 | Prospeed Competition     | Emmanuel Collard François Perrodo Sebastien Crubilé                          | Porsche 997 GT3-RSR                     | M     | 298  |
| 37  | LMGTE Am  | 75 | Prospeed Competition     | Emmanuel Collard François Perrodo Sebastien Crubilé                          | Porsche 4.0 L Flat-6                    | M     | 298  |
| 38  | LMGTE Am  | 81 | 8 Star Motorsports       | Enzo Potolicchio Rui Águas Jason Bright                                      | Ferrari 458 Italia GT2                  | M     | 294  |
| 38  | LMGTE Am  | 81 | 8 Star Motorsports       | Enzo Potolicchio Rui Águas Jason Bright                                      | Ferrari 4.5 L V8                        | M     | 294  |
| 39  | LMP2      | 39 | DKR Engineering          | Olivier Porta Romain Brandela Stéphane Raffin                                | Lola B11/40                             | D     | 280  |
| 39  | LMP2      | 39 | DKR Engineering          | Olivier Porta Romain Brandela Stéphane Raffin                                | Judd HK 3.6 L V8                        | D     | 280  |
| 40  | LMP1      | 12 | Rebellion Racing         | Nicolas Prost Neel Jani Nick Heidfeld                                        | Lola B12/60                             | M     | 275  |
| 40  | LMP1      | 12 | Rebellion Racing         | Nicolas Prost Neel Jani Nick Heidfeld                                        | Toyota RV8KLM 3.4 L V8                  | M     | 275  |
| 41  | LMP1      | 13 | Rebellion Racing         | Mathias Beche Andrea Belicchi Congfu Cheng                                   | Lola B12/60                             | M     | 275  |
| 41  | LMP1      | 13 | Rebellion Racing         | Mathias Beche Andrea Belicchi Congfu Cheng                                   | Toyota RV8KLM 3.4 L V8                  | M     | 275  |
| 42  | LMGTE Am  | 70 | Larbre Compétition       | Cooper MacNeil Manuel Rodrigues Philippe Dumas                               | Chevrolet Corvette C6.R                 | M     | 268  |
| 42  | LMGTE Am  | 70 | Larbre Compétition       | Cooper MacNeil Manuel Rodrigues Philippe Dumas                               | Chevrolet 5.5 L V8                      | M     | 268  |
| NC  | LMP2      | 33 | Level 5 Motorsports      | Scott Tucker Marino Franchitti Ryan Briscoe                                  | HPD ARX-03b                             | M     | 242  |
| NC  | LMP2      | 33 | Level 5 Motorsports      | Scott Tucker Marino Franchitti Ryan Briscoe                                  | Honda HR28TT 2.8 L Turbo V6             | M     | 242  |
| DNF | LMP2      | 46 | Thiriet by TDS Racing    | Pierre Thiriet Ludovic Badey Maxime Martin                                   | Oreca 03                                | D     | 310  |
| DNF | LMP2      | 46 | Thiriet by TDS Racing    | Pierre Thiriet Ludovic Badey Maxime Martin                                   | Nissan VK45DE 4.5 L V8                  | D     | 310  |
| DNF | LMGTE Pro | 99 | Aston Martin Racing      | Bruno Senna Frédéric Makowiecki Rob Bell                                     | Aston Martin Vantage GTE                | M     | 248  |
| DNF | LMGTE Pro | 99 | Aston Martin Racing      | Bruno Senna Frédéric Makowiecki Rob Bell                                     | Aston Martin 4.5 L V8                   | M     | 248  |
| DNF | LMP2      | 45 | OAK Racing               | Jacques Nicolet Jean-Marc Merlin Philippe Mondolot                           | Morgan LMP2                             | D     | 246  |
| DNF | LMP2      | 45 | OAK Racing               | Jacques Nicolet Jean-Marc Merlin Philippe Mondolot                           | Nissan VK45DE 4.5 L V8                  | D     | 246  |
| DNF | LMP2      | 47 | KCMG                     | Alexandre Imperatori Matt Howson Ho-Pin Tung                                 | Morgan LMP2                             | M     | 241  |
| DNF | LMP2      | 47 | KCMG                     | Alexandre Imperatori Matt Howson Ho-Pin Tung                                 | Nissan VK45DE 4.5 L V8                  | M     | 241  |
| DNF | LMGTE Pro | 98 | Aston Martin Racing      | Paul Dalla Lana Bill Auberlen Pedro Lamy                                     | Aston Martin Vantage GTE                | M     | 221  |
| DNF | LMGTE Pro | 98 | Aston Martin Racing      | Paul Dalla Lana Bill Auberlen Pedro Lamy                                     | Aston Martin 4.5 L V8                   | M     | 221  |
| DNF | LMP2      | 32 | Lotus                    | Thomas Holzer Dominik Kraihamer Jan Charouz                                  | Lotus T128                              | D     | 219  |
| DNF | LMP2      | 32 | Lotus                    | Thomas Holzer Dominik Kraihamer Jan Charouz                                  | Praga 3.6 L V8                          | D     | 219  |
| DNF | LMP2      | 30 | HVM Status GP            | Johnny Mowlem Tony Burgess Jonathan Hirschi                                  | Lola B12/80                             | D     | 153  |
| DNF | LMP2      | 30 | HVM Status GP            | Johnny Mowlem Tony Burgess Jonathan Hirschi                                  | Judd HK 3.6 L V8                        | D     | 153  |
| DNF | LMGTE Am  | 54 | AF Corse                 | Yannick Mallégol Jean-Marc Bachelier Howard Blank                            | Ferrari 458 Italia GT2                  | M     | 147  |
| DNF | LMGTE Am  | 54 | AF Corse                 | Yannick Mallégol Jean-Marc Bachelier Howard Blank                            | Ferrari 4.5 L V8                        | M     | 147  |
| DNF | LMGTE Am  | 57 | Krohn Racing             | Tracy Krohn Niclas Jönsson Maurizio Mediani                                  | Ferrari 458 Italia GT2                  | M     | 111  |
| DNF | LMGTE Am  | 57 | Krohn Racing             | Tracy Krohn Niclas Jönsson Maurizio Mediani                                  | Ferrari 4.5 L V8                        | M     | 111  |
| DNF | LMP2      | 25 | Delta-ADR                | Tor Graves Archie Hamilton Shinji Nakano                                     | Oreca 03                                | D     | 101  |
| DNF | LMP2      | 25 | Delta-ADR                | Tor Graves Archie Hamilton Shinji Nakano                                     | Nissan VK45DE 4.5 L V8                  | D     | 101  |
| DNF | LMP2      | 28 | Gulf Racing Middle East  | Fabien Giroix Philippe Haezebrouck Keiko Ihara                               | Lola B12/80                             | D     | 22   |
| DNF | LMP2      | 28 | Gulf Racing Middle East  | Fabien Giroix Philippe Haezebrouck Keiko Ihara                               | Nissan VK45DE 4.5 L V8                  | D     | 22   |
| DNF | LMP2      | 31 | Lotus                    | Kevin Weeda James Rossiter Christophe Bouchut                                | Lotus T128                              | D     | 17   |
| DNF | LMP2      | 31 | Lotus                    | Kevin Weeda James Rossiter Christophe Bouchut                                | Praga 3.6 L V8                          | D     | 17   |
| DNF | LMGTE Am  | 95 | Aston Martin Racing      | Allan Simonsen Kristian Poulsen Christoffer Nygaard                          | Aston Martin Vantage GTE                | M     | 2    |
| DNF | LMGTE Am  | 95 | Aston Martin Racing      | Allan Simonsen Kristian Poulsen Christoffer Nygaard                          | Aston Martin 4.5 L V8                   | M     | 2    |